# Rolandas Paksas
Rolandas Paksas (/rɔˈɫɐ̂ˑndɐs ˈpaːksɐs/ ), né le 10 juin 1956 à Telšiai, en RSS de Lituanie, est un homme d'État lituanien, fondateur et président du parti Ordre et justice. Après avoir été par deux fois Premier ministre de Lituanie pendant une courte période, il remporte l'élection présidentielle de 2003 mais est destitué l'année suivante par le Parlement pour violation de la Constitution, accusé d’être lié au grand banditisme international.

## Éléments personnels

### Formation et carrière
Il achève ses études secondaires à Telšiai en 1974, et obtient cinq ans plus tard un diplôme de génie civil à l'institut du génie civil de Vilnius. Il travaille ensuite comme moniteur d'avions jusqu'en 1985, lorsqu'il devient responsable de l'aéroclub Darius & Girenas jusqu'en 1992. Huit ans plus tôt, il était sorti avec succès de l'académie d'aviation civile de Leningrad.

### Du vol acrobatique aux affaires
Dans le même temps, il participe à de nombreuses compétitions de voltige aérienne, remportant plusieurs fois le championnat lituanien et deux fois le championnat d'Union soviétique. Il met fin à cette carrière en 1992 pour prendre la direction de Restako, société spécialisée dans le BTP. Il y renonce au bout de cinq ans.
En 1999, il retourne à sa vocation première en devenant président de l'aéroclub de Vilnius, dont il est désigné président d'honneur à compter de 2002.

### Famille
Fils de Feliksas Paksas et Elena Paksiene, il est marié avec Laima et a deux enfants : Inga et Mindaugas.

## Parcours politique

### Les débuts à Vilnius
Il adhère en 1991 au Parti lituanien démocrate du travail (LDDP), successeur du Parti communiste de l'Union soviétique (PCUS) dont il était membre, mais le quitte en 1995 au profit de l'Union de la patrie (TS). Il entre six ans plus tard au conseil municipal de Vilnius, étant désigné maire de la ville peu de temps après.

### Éphémère Premier ministre en 1999
Le 18 mai 1999, Rolandas Paksas est nommé Premier ministre de Lituanie, en remplacement de Gediminas Vagnorius, et prend alors la tête d'une coalition entre la TS et l'Union libérale de Lituanie (LLS). Il remet toutefois sa démission dès le 27 octobre, afin de protester contre la privatisation de la raffinerie Mazeikiu nafta. Il se fait remplacer au pouvoir par son camarade de parti Andrius Kubilius.

### Passage chez les libéraux
Il quitte alors la TS et adhère à la LLS, dont il est désigné président le 4 décembre. Profitant de sa grande popularité, il se présente en mars 2000 aux élections municipales de Vilnius et y remporte 18 élus sur 51. Ayant constitué une alliance avec la TS et l'Action électorale polonaise de Lituanie (LLRA), il redevient maire de la capitale lituanienne.

### Rapide retour au pouvoir en 2000
Lors des élections législatives  d'octobre 2000, il hisse la LLS à 17 % des voix et 33 députés sur 141, soit 32 de plus qu'en 1996. Il conclut un accord de coalition avec la Nouvelle union (sociaux-libéraux) (NS) et le LDDP, et est nommé pour la seconde fois Premier ministre le 26 octobre. Ce second mandat durera à peine neuf mois, un désaccord sur la politique économique conduisant dans un premier temps au retrait de la NS, puis à la désignation de l'ancien chef de l'État social-démocrate Algirdas Brazauskas à la tête du gouvernement. Il démissionne formellement le 20 juin 2001.
Il quitte la LLS un an plus tard et fonde le Parti libéral-démocrate (LDP), dont il prend la direction.

### Président de la République

#### Élection
Candidat à l'élection présidentielle lituanienne de 2002-2003, il parvient à se classer deuxième du premier tour, le 22 décembre, avec 19,66 % des suffrages, derrière le sortant Valdas Adamkus, qui remporte 35,53 %. Cela ne l'empêche toutefois pas, à la surprise générale, de s'imposer lors du second tour, le 5 janvier, par 54,71 % des suffrages. Sa victoire est due à sa campagne, où il se présentait comme un candidat du peuple, jeune, du changement, par opposition à Adamkus, âgé de 76 ans. Il prête serment le 26 février, devenant le troisième et plus jeune président de la République depuis l'indépendance de 1990.

#### Destitution
Le 30 octobre 2003, le directeur du département de la Sécurité nationale, Mecys Laurinkus, dépose au parquet général un dossier accusant Rolandas Paksas, à la suite de la désignation d'un nouveau directeur de ce département, de collusion avec le grand banditisme international et d'atteinte à la sécurité nationale. La Cour constitutionnelle retient finalement trois raisons pour l'accuser de violation de la Constitution et de son serment constitutionnel : avoir illégalement accordé, par décret du 11 avril 2003, la nationalité lituanienne à l'homme d'affaires russe Jurij Borisov, moyennant un soutien financier, d'avoir averti ce dernier qu'une enquête judiciaire le concernant était en cours, et d'avoir fait usage de ses pouvoirs afin de favoriser les affaires de ses proches. Les députés, réunis le 6 avril 2004, le déclarent coupable des trois chefs retenus par 85, 86 et 89 voix respectivement, la Constitution établissant pour la destitution du président une majorité qualifiée des trois cinquièmes, soit 85 voix au moins. Il est remplacé à titre intérimaire par le président du Seimas Artūras Paulauskas, jusqu'à l'organisation, en juin, d'une élection anticipée qui voit la victoire de son prédécesseur Valdas Adamkus, contre Kazimiera Prunskienė, qu'il soutenait.

### Maintien dans le jeu politique
Il retrouve peu après sa destitution la présidence du LDP, à laquelle il avait renoncé en accédant à la présidence. Aux législatives des 10 et 24 octobre suivant, sa coalition politique « Pour l'Ordre et la justice » remporte 11,36 % des voix et 10 sièges sur 141. Réélu au conseil municipal de Vilnius le 25 février 2007, le LDP arrivant en tête du scrutin, il progresse de cinq sièges aux législatives de 2008, puis est confirmé en février 2009 à la tête d'Ordre et Justice (TT), nouveau nom adopté par sa formation. Le 7 juin suivant, il fait partie des deux membres de TT élus lors des élections européennes. Il est réélu en 2014 et conserve son mandat jusqu'en 2019.